# Aidos amanda
Aidos amanda är en fjärilsart som beskrevs av Stoll 1782. Aidos amanda ingår i släktet Aidos och familjen Aididae. Inga underarter finns listade i Catalogue of Life.

## Bildgalleri

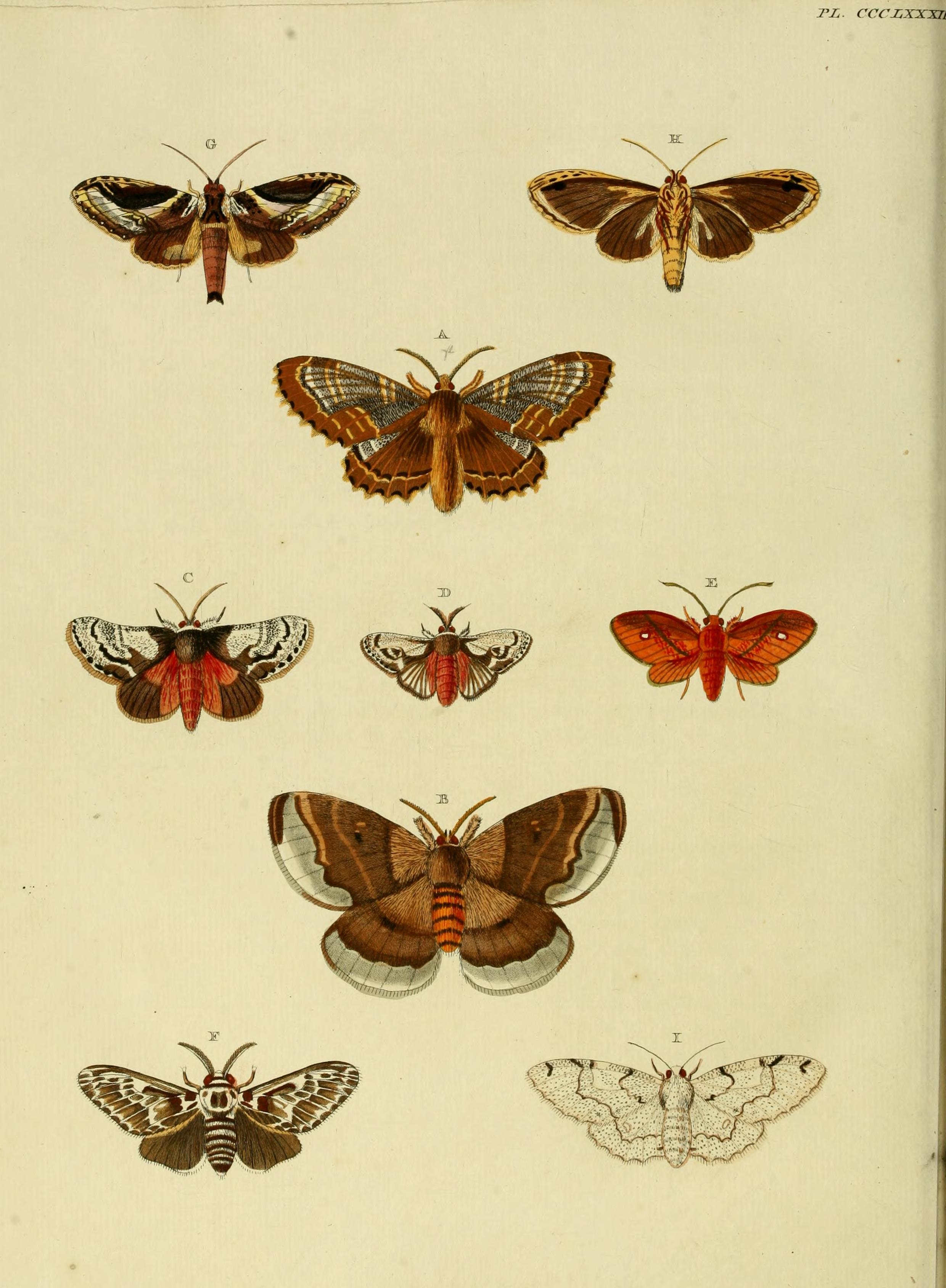